# Motief (muziek)
Een motief is in de muziek een gedeelte van een thema, dat een karakteristiek ritme en melodisch of harmonisch materiaal bevat. Het is het kleinste element van de muzikale zinsontleding. Thema's zijn vaak uit meerdere motieven opgebouwd. De frasering doet de waarde van de motieven uitkomen.
Indien een korte melodie in een compositie (vaak in symfonisch werk of opera's) vaker terugkomt spreekt men ook van een leidmotief. Dit motief is dan vaak gekoppeld aan een karakter, plaats of persoon.
Door herhaling van motieven ontstaan muzikale patronen, die voor een luisteraar tot herkenning kunnen leiden.
Een bekend voorbeeld van een motief is het 'noodlotsmotief' uit Beethovens 5e Symfonie:

Hier heeft het motief een morseritme van 'kort, kort, kort, lang'. Dit motief werd door Radio Oranje gedurende de Tweede Wereldoorlog gebruikt omdat het toen de letter 'V' van vrijheid of victorie symboliseerde.
Een frase die origineel gehoord wordt als een motief kan ook een begeleidingsfiguur worden, die een andere melodie begeleidt. Een motief kan dan bijvoorbeeld ook als Albertijnse bas worden gebruikt.